# Külbingen
Külbingen (fränkisch: Kilwing) ist ein Gemeindeteil der Gemeinde Petersaurach im Landkreis Ansbach (Mittelfranken, Bayern). Külbingen liegt in der Gemarkung Vestenberg.

## Geografie
Beim Dorf entspringt der Rippbach, ein linker Zufluss des Haselbachs. 0,5 km nordöstlich mündet der Höllgraben als rechter Zufluss in den Rippbach. Westlich liegt die Flur Hirn, östlich der Wolfsberg und das Bärental. Ebenfalls westlich liegt das Waldgebiet Streitlach südwestlich befindet sich der Lichtenauer Wald.
Der Ort liegt unmittelbar nördlich der Bundesstraße 14 zwischen Katterbach (1,5 km westlich) und Wicklesgreuth (2,5 km östlich). Gemeindeverbindungsstraßen führen nach Frohnhof (1,2 km nördlich), nach Vestenberg (2 km nordöstlich) und zu einer Gemeindeverbindungsstraße zwischen Thurndorf (1 km westlich) und Frohnhof (0,5 km nordöstlich).

## Geschichte
Die Endung -ingen des Ortsnamens lässt darauf schließen, dass der Ort schon während der Völkerwanderungszeit im 7. Jahrhundert gegründet wurde. Georg Rusam geht aber davon aus, dass der Ort aufgrund der schlechten Bodenbeschaffenheit und der ungünstigen Lage zu den Spätsiedlungen zu rechnen ist. Erstmals urkundlich erwähnt wurde die Siedlung 1357 als „Kulbinggen“. Das Bestimmungswort des Ortsnamens ist der Personenname Cholbo, der als Gründer des Ortes anzunehmen ist.
Im Salbuch des nürnbergischen Pflegamtes Lichtenau von 1515 wurde für Külbingen nur ein Köblergut verzeichnet, das diesem unterstand. Alle übrigen Anwesen unterstanden dem Rittergut Vestenberg der Herren von Eyb.
In den Oberamtsbeschreibungen des Fürstentums Ansbach von Johann Georg Vetter aus dem Jahr 1732 wird der Ort folgendermaßen beschrieben: „Ein Weyler, worinnen 9. Anßpachl. zum Schloß Vestenberg gehörige Unterthanen, 9. Adelich Eybische, 1. Stiftamt Anßpachischer und 1. Nürnberg Lichtenauischer Hintersaß, samt 1. gemeinen Hürtenhauß, seind nach Sachsen gepfarret und den Zehenden zum Schloß Vestenberg zu geben schuldig, als wohin auch die Vogthey und Gemeindsherrschaft gehörig, die Hochfraischl. hohe Obrigkeit aber, hat dieß Orts das allhiesige Ober- und Castenamt Anßpach.“
In der Beschreibung des Pflegamtes Lichtenau von 1748 wurden für Külbingen 19 Untertansfamilien verzeichnet: eines unterstand der Hauptmannschaft Sachsen des Pflegamtes, der Rest unterstand anderen Grundherren.
Gegen Ende des 18. Jahrhunderts gab es in Külbingen 27 Anwesen. Das Hochgericht übte das brandenburg-ansbachische Hofkastenamt Ansbach aus, die Dorf- und Gemeindeherrschaft hatte das Vogtamt Vestenberg. Grundherren waren das Fürstentum Ansbach (Vogtamt Vestenberg: 1 Hof, 2 Halbhöfe, 1 Halbhof mit Wirtschaft, 2 Güter, 1 Gut mit Backrecht, 2 Gütlein, 1 Schmiedgut, 1 Leerhaus; Stiftsamt Ansbach: 1 Halbhof, 2 Leerhäuser), das Rittergut Frohnhof der Herren von Eyb (1 Hof, 1 Halbhof, 4 Güter, 2 Gütlein, 2 Halbgütlein, 2 Halbhäuser) und das Pflegamt Lichtenau (1 Gütlein). Neben den Anwesen gab es noch kommunale Gebäude (Hirtenhaus, Brechhaus). Von 1797 bis 1808 unterstand der Ort dem Justiz- und Kammeramt Ansbach. Es gab zu dieser Zeit 23 Untertansfamilien, von denen 13 ansbachisch waren.
Im Rahmen des Gemeindeedikts wurde Külbingen dem 1808 gebildeten Steuerdistrikt Vestenberg und der 1811 gegründeten Ruralgemeinde Vestenberg zugeordnet. Am 1. Mai 1978 wurde Vestenberg (mit Külbingen) im Zuge der Gebietsreform in Bayern in die Gemeinde Petersaurach eingegliedert. Im Jahre 1994 wurde mit der Dorferneuerung und der Flurbereinigung begonnen.

### Bodendenkmal
- Östlich von Külbingen wurden Funde aus der Mittleren Steinzeit gemacht, die bis 10.000 v. Chr. datiert werden.

### Einwohnerentwicklung
| Jahr      | 001818 | 001840 | 001861 | 001871 | 001885 | 001900 | 001925 | 001950 | 001961 | 001970 | 001987 | 002009 | 002015 | 002022 |
| Einwohner | 171    | 158    | 189    | 181    | 165    | 175    | 165    | 242    | 198    | 208    | 204    | 236    | 238    | 261    |
| Häuser    | 29     | 30     |        |        | 32     | 30     | 30     | 34     | 39     |        | 55     |        |        |        |
| Quelle    | [ 17 ] | [ 18 ] | [ 19 ] | [ 20 ] | [ 21 ] | [ 22 ] | [ 23 ] | [ 24 ] | [ 25 ] | [ 26 ] | [ 27 ] | [ 1 ]  | [ 1 ]  | [ 1 ]  |

## Religion
Der Ort ist seit der Reformation evangelisch-lutherisch geprägt und war ursprünglich nach St. Alban (Sachsen bei Ansbach) gepfarrt, seit 1809 ist die Pfarrei St. Laurentius (Vestenberg) zuständig. Die Einwohner römisch-katholischer Konfession waren ursprünglich nach Unsere Liebe Frau (Heilsbronn) gepfarrt, seit 1992 ist die Pfarrei St. Franziskus (Neuendettelsau) zuständig.